# سسنا سایتیشن کلمبوس

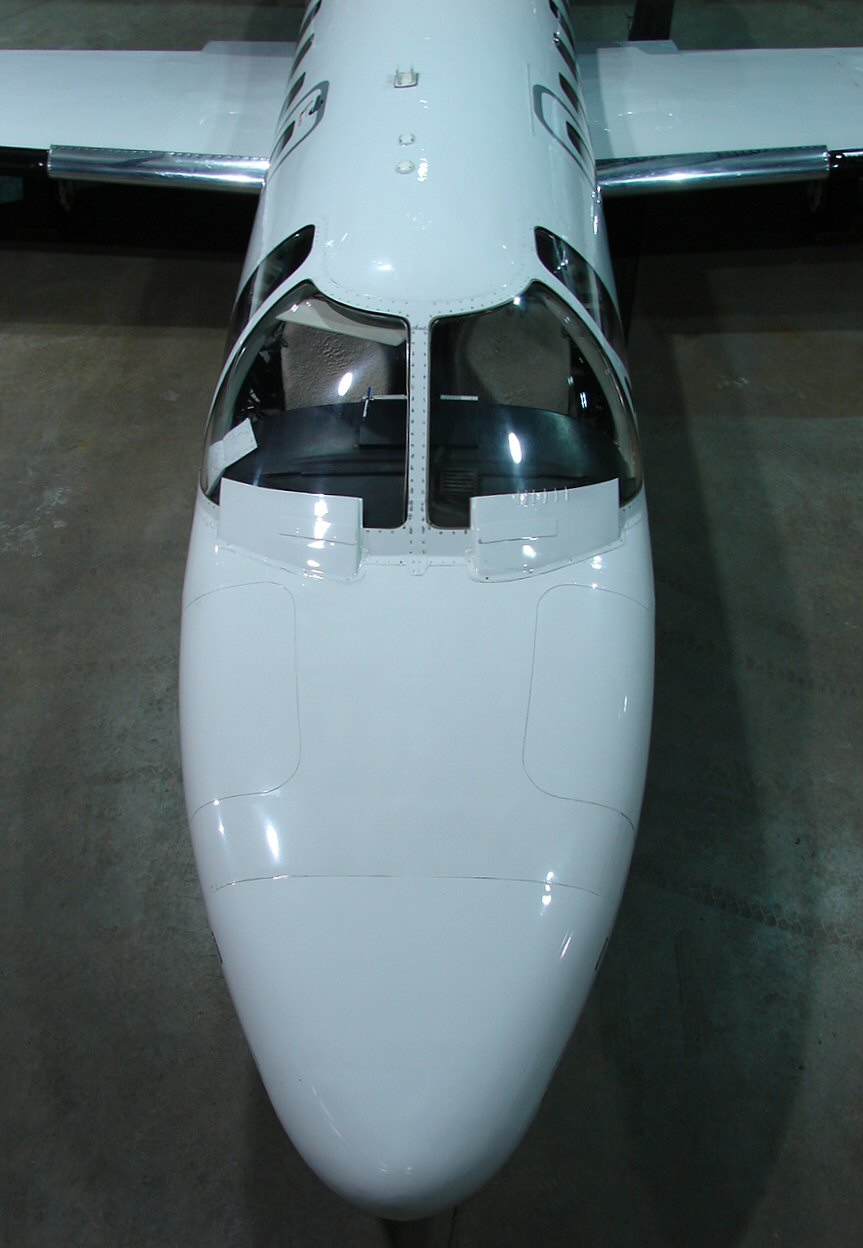
هواگرد سسنا سایتیشن کلمبوس

سسنا سایتیشن کلمبوس (به انگلیسی: Cessna Citation Columbus) یک هواگرد ساختِ کارخانهٔ سسنا در کشور ایالات متحده آمریکا است . 